# Woke Up in This Town
Woke up in this town di Jace Everett è il secondo singolo estratto dall'album Dust & Dirt del 2017. La canzone è stata pubblicata il 21 marzo 2017. È stata scritta e prodotta da Jace Everett e Dan Cohen, quest'ultimo suona la chitarra e il basso.
Il videoclip è un collage di video girati dai fan che mostrano il luogo dove vivono. Nel video ci sono immagini provenienti da: Norvegia, Svezia, Francia, Scozia, Inghilterra, Georgia, Tennessee, Louisiana, Cuba e altri. A tratti si vede al centro del video il cantante Jace Everett che canta la canzone e suona la chitarra.